# Xã Paraclifta, Quận Sevier, Arkansas
Xã Paraclifta (tiếng Anh: Paraclifta Township) là một xã thuộc quận Sevier, tiểu bang Arkansas, Hoa Kỳ. Năm 2010, dân số của xã này là 378 người.